# Хартман, Пирет
Пи́рет Ха́ртман (эст. Piret Hartman; род. 10 августа 1981, Пюсси, Ида-Вирумаа) — эстонский политический и государственный деятель. С 29 апреля 2024 по 11 марта 2025 года — Министр регионального развития Эстонской Республики. В прошлом — министр культуры Эстонии (2022—2023). Член Социал-демократической партии.

## Биография
Родилась 10 августа 1981 года.
Окончила в 2003 году Эстонский сельскохозяйственный университет по специальности предпринимательство и экономика в сельском хозяйстве. В 2006 году получила степень магистра по экономике и предпринимательству в Эстонском университете естественных наук, а в 2022 году степень магистра в Таллинском техническом университете со специализацией цифровые изменения в предпринимательстве.
В 2002—2003 годах — заместитель председателя, а впоследствии председатель правления Союза студенческих объединений Эстонии (EÜL). В 2004—2010 годах была членом Народного союза Эстонии. В 2005—2008 годах — советник фракции Народного союза Эстонии в Рийгикогу, в 2009—2010 годах — заведующая секретариатом. В 2012 году вступила в Социал-демократическую партию. В 2014—2015 годах — советник фракции Социал-демократической партии Эстонии в Рийгикогу.
В 2004—2007 годах — член совета фонда Eesti Film. В 2015—2021 годах — член совета Фонда интеграции, в 2021—2022 годах — председатель совета.
В 2015—2016 годах — советник министра культуры Эстонии. В 2016—2022 годах — вице-канцлер Министерства культуры Эстонии по вопросам культурного многообразия. 18 июля 2022 года получила портфель министра культуры Эстонии во втором правительстве Каи Каллас.
В 2023 году баллотировалась в Рийгикогу от Ида-Вирумаа и набрала 993 голоса, однако этого не хватило, чтобы стать депутатом.
29 апреля 2024 года вступила в должность Министр регионального развития Эстонской Республики.
Владеет эстонским, английским, русским и немецкий языками.

## Личная жизнь
Состоит в гражданском браке, мать двух дочерей.

## Награды
- Премия за вдохновение Keychange от Tallinn Music Week (2022)[9]